# Cyanopyge sangaris
Genre
Espèce
Synonymes
- Pyrrhopyge sangaris Skinner, 1921 - protonyme

Cyanopyge sangaris est une espèce néotropicale de lépidoptères de la famille des Hesperiidae, de la sous-famille des Pyrginae et de la tribu des Pyrrhopygini.
Elle est l'unique représentante du genre monotypique Cyanopyge.

## Dénomination
L'espèce Cyanopyge sangaris a été décrite par Skinner en 1921, sous le nom initial de Pyrrhopyge sangaris.
Le genre Cyanopyge a quant à lui été décrit par Mielke en 2002.
L'espèce porte en anglais le nom vernaculaire de Sangaris skipper.

## Description
L'imago de Cyanopyge sangaris est un papillon d'une envergure d'environ 55 mm, au corps trapu noir à reflets gris vert. 
Les ailes sont de couleur gris vert métallisé à reflets mordorés avec une frange grise et, aux ailes postérieures, une tache orange proche de l'angle anal.
Le revers est semblable.

## Distribution
Cyanopyge sangaris est présente en Colombie.

## Protection
L'espèce n'a pas de statut de protection particulier.[réf. nécessaire]

## Publication originale
- (en) Henry T. Skinner, « Two New Species of Hesperidae (Lepid., Rhop.) », Entomological news, and proceedings of the Entomological Section of the Academy of Natural Sciences of Philadelphia, Philadelphie, Inconnu, vol. 32,‎ 1921, p. 236-237 (OCLC 1568007, lire en ligne).